# 索比堡滅絕營
索比堡灭绝营（德語：Vernichtungslager Sobibor），又译索比布尔灭绝营，是第二次世界大战期间纳粹德国在波兰占领区设立的一处滅絕營，位于今波兰东部卢布林省索比堡村附近。于1942年5月建成并投入使用，1943年10月关闭。
与其他许多纳粹集中营不同，作为最终解决方案最致命阶段——莱茵哈德行动的一部分，索比堡是为了专门消灭犹太人而修建。绝大多数囚犯会在抵达数小时后送往毒气室杀害，只有极少数被迫充当协助营地运作的奴隶劳工的人得以幸免，也因此此處甚至被評價為是比奥斯维辛集中营還要可怕之處。据统计大约有200,000至250,000犹太人被杀害于索比堡，这使得它成为继奥斯维辛-比克瑙，特雷布林卡和贝乌热茨之后杀死犹太人第四多的灭绝营。
索比堡以1943年10月14日发生的囚犯起义而闻名，这一事件通常被描述为纳粹灭绝营有史以来最成功的起义。亚历山大·佩彻尔斯基和Leon Feldhendler制定的反叛计划涉及两个阶段：在第一阶段，囚犯团队将在分散的地点暗杀所有值班的军官。在第二阶段，所有600名囚犯将集会进行唱名，并走出大门。但是，起义并未按计划进行。这次行动是在几名党卫军军官还活着的时候被发现的，囚犯最终不得不越过铁丝网围栏逃脱，并在重机枪火力下冲过一个雷场逃脱。即便如此，仍有约300名囚犯从营地中撤出，其中约60人幸存下来，直到战争结束。
叛乱后，纳粹分子拆毁了营地，并在上面种下了松树，因此在战后的最初几十年中，该遗址一直处于被忽略的状态，无论是在大屠杀的流行文化还是学术上，该营地都很少出现。一直到电视剧《大屠杀》（1978）和电影《逃离索比堡》（1987）被公映后，索比堡逐渐为人所知。现在灭绝营的遗址处建有纪念碑和博物馆，也有考古學家在此進行挖掘，（因為當初滅絕營關閉時納粹將絕大多數建築物炸毀）。2020年，作为《索比堡相册》发表了部分营地运作的照片。

## 背景

### 莱茵哈德行动

1942年欧洲主要灭绝营、劳动营、犹太区及运输路线，索比堡位于右侧的中间偏上位置

索比堡是作为莱因哈德行动的一部分而建立的三个灭绝营之一，另外两个是贝乌热茨和特雷布林卡。三座灭绝营均建有伪装成淋浴室的毒气室，使用引擎产生的废气毒杀犹太人。消灭欧洲犹太人并非一个自上而下的决定，而是由一系列关于特定占领区的决定拼凑而成。1939年占领波兰后，纳粹德国开始实行所谓的“尼斯科计划”将犹太人从遍布欧洲的隔都驱逐到包括“犹太人保留区”在内的各个强制劳动营去，卢布林地区以其恶劣的环境被选中。尽管计划在1940年被放弃，但依旧有许多强制劳动营在该地区继续活动，包括特拉夫尼基，利波瓦7号和多罗哈扎。
对于索比堡的早期计划，目前仍不得而知。一些历史学家推测相关规划可能最早于1940年开始，根据是一份当年的铁路地图，该地图省略了几个主要城市，却特别标注了索比堡和贝乌热茨。最早关于纳粹对该站点兴趣的确凿证据来自当地波兰人的证词，他在1941年秋季注意到党卫军军官正在勘测火车站对面的土地。当车站食堂的一名工人询问其中一名党卫军军官正在建造什么时，军官告诉他很快就会看到，并且“会很有趣”。
1941年，“最终解决方案”的概念开始通过种族灭绝的方式在纳粹政权高层内部得到具体化，特别是波兰的德占政府希望将犹太人从波兰总督府中驱逐出去，以此来解决一些经济和卫生问题。同年纳粹开始对犹太人进行毒气实验，12月，海乌姆诺的党卫军官员使用毒气货车进行了实验，1942年1月，奥斯威辛集中营首次进行大规模的毒气屠杀，在同年1月20日的万湖会议上，莱因哈德·海德里希宣布了一项计划，即通过灭绝营网络来实现对犹太人的系统性杀害。该计划后来被称为“莱因哈德行动”。有迹象表明卢布林地区的党卫军和警察领袖，党卫队地区总队长奥迪洛·格洛博奇尼克在推动大屠杀的过程中起到了关键作用，1941年10月13日，格洛博奇尼克在拉斯滕堡会见了希姆莱和弗里德里希－威廉·克鲁格，不久后，贝乌热茨灭绝营破土动工。
同样在1941年秋季，关于在卢布林地区修建另一座灭绝营的计划也逐渐成型，这个计划可能在格洛博奇尼克与希姆莱和克鲁格的秘密会议期间就已经开始制订。另一方面，彼得·朗格里奇认为这个计划是希姆莱在1941年10月的最后几天与一个斯洛伐克傀儡政府代表团会谈之后提出的，并且与将斯洛伐克犹太人驱逐到卢布林地区有关。相比较于贝乌热茨，二号营地更多的是起到辅助作用，索比堡周边地区被选中作为灭绝营所在地有以下几个原因：首先，在索比堡的火车站附近修建灭绝营将使运输和接收犹太人变得更加便利。其次它为与犹太人居住区所在的卢布林地区的城镇提供了便利的连接。最后一点，索比堡靠近旧苏德边境，这可以降低犹太人受害者的警觉。
历史学家对于贝乌热茨和索比堡是从一开始就打算消灭波兰总督府的所有犹太人，还是最初计划仅将其用于屠杀卢布林地区的犹太人持不同意见。但可以肯定的是，在1942年1月万湖会议期间，波兰总督府的代表获得了将当地犹太人列入首位的许可。希姆莱委格洛波奇尼克负责管理波兰犹太人的灭绝活动，代号莱茵哈德行动。行动的开始时间被认为是1942年3月17日，当时从卢布林和利沃夫的犹太人聚居区出发的第一批火车被送到了贝乌热茨。

### 营地建设
营地包括战前的几座建筑物，包括邮局，林务员的住所，林业塔和小教堂。纳粹将林务员的住所变成了营地的行政大楼，而邮局则被用作党卫军的住所，位于铁轨附近的前邮局今天仍然存在。此外党卫军调整了原有的铁路基础设施，增加了一条800米的铁路支线，该支线在营地内结束。这使得营地卸载新到囚犯的同时正常的铁路运输可以不间断运行。一些建筑材料是由卢布林的党卫军中央建筑办公室提供的，而其他则是从当地的锯木厂和砖厂以及被拆毁的犹太人房屋的残骸中采购的，此外因为营地周围的树木被砍伐，也使用了砍伐得来的木材。

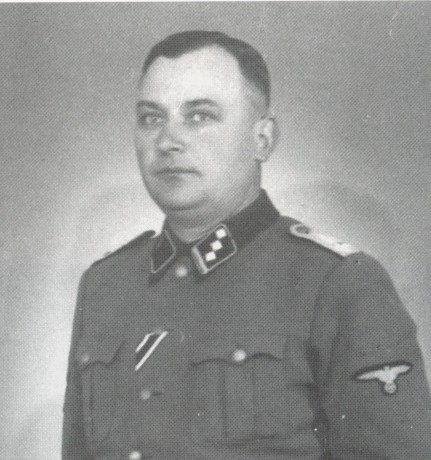
党卫队高级突击队领袖 理查德·托马拉,负责监督索比堡的初步建设

建设准备工作始于1941年秋天，据信是在十月或十一月初，随后，党卫队对索比堡站附近进行了3次访问调查，十一月格洛博奇尼克要求卢布林地区的宪兵长官负责营地的队伍训练工作。1941年和1942年初，第一批从从建筑材料运抵索比堡，3月，里夏德·托马拉（Richard Thomalla）接管了索比堡的建筑工程，具体的开工时间不明。托马拉战前曾任建筑承包商，之前曾监督过贝乌热茨的建设，他将那里的经验应用到了索比堡。在他逗留索比布尔期间，开始建造毒气室和其他营地建筑物及设施，包括篱笆和万人坑。托马拉为索比堡规划了比贝乌热茨更大的营地面积，从而拥有更大的回旋余地，并为营地周围要建造的所有设施提供了空间。
尽管在托马拉的领导下，施工进展迅速，但是格洛博奇尼克依旧感到不满，1942年4月，托马拉被解除指挥官的职务，由来自德国的T-4行动老将弗朗茨·施坦格尔接手。他在卢布林与格洛博奇尼克进行了初步对话，之后去了未完工的营地，1971年接受采访时，施坦格尔坚持宣称他不知道将要在波兰进行的“工作”的性质，直到前往贝乌热茨时，当地指挥官克里斯蒂安·维尔特才向他解释了营地的真正目的。
索比堡的第一个毒气室是依照贝乌热茨建造的，但没有焚尸炉。为了提供杀人用的一氧化碳气体，党卫队小队领袖埃里希·富赫斯从伦贝格购置了一台重型汽油引擎，可能是从装甲车或者曳引機上拆下来的，并在施坦格尔等人的在场的情况下将它安装到营里的水泥地基上，将排气歧管与通往毒气室的管道接通。1942年4月中旬，纳粹在接近完成的营地中进行了实验性的毒气屠杀，克里斯蒂安·维尔特，贝乌热茨的指挥官和莱因哈德行动的督察员拜访了索比堡，目睹了其中一次，这次实验杀死了从Krychów集中营带来的30至40名犹太妇女，甚至在营地完工之前，索比堡就消灭了一列来自卢布林地区的犹太人列车，第一次尝试可能发生在4月初。最重要的也许是最后的“实验”是在四月和五月之交，紧随其后的是施坦格尔和维尔特。大约在同一时间，灭绝营的建设终于完成。5月初，索比堡开始大规模系统性的犹太人灭绝。营地的启动意味着莱茵哈德行动进入了一个全新的阶段，因为只有那时德国人才开始进行覆盖整个国家的“重新安置”。
营地的所有工作都是由附近城镇招募的波兰工人和从附近的贫民窟带来的犹太强迫劳动者进行的，后者经常遭到警卫殴打虐待或者处决，工作完成后，犹太工人均被毒气杀害。第一批建设者主要是附近村庄和城镇的当地人，目前尚不清楚他们到底是波兰人还是犹太人奴工，托马拉到达后，附近的沃达瓦（Włodawa）犹太议会被命令派遣150名犹太人协助营地的建设。这些工人在工作时经常受到骚扰，如果他们表现出精疲力尽，就会被枪杀。大多数人在建造完成时被杀害，但是有两个人逃回了沃达瓦，在那里他们试图警告犹太议会关于索比堡的事及它的目的，他们的警告令人难以置信。
1942年夏天，索比堡的建设工作基本完成，此后开始有稳定的囚犯抵达。党卫军在营地的运作过程中不断扩大和翻新,仅运行几个月后，毒气室的木墙仅因为吸收了过多的汗水，血液和排泄物而变得无法清洁，因此纳粹在1942年夏天拆除了原有的毒气室，并用砖建成了更大的毒气室。同一时期的晚期，党卫军还着手进行一些美化项目。为营房和马厩制订了更定期的清洁时间表，扩大了到达区的景观并对其进行了美化，使其看上去更像一个“蒂罗尔村庄”，这在后来的囚犯中广为人知。当索比堡在1943年中停摆时，党卫军正在建造一个名为“四号营”的弹药库。

## 在流行文化中
- 1987上映的英国电视电影《逃离索比堡》（Escape from Sobibor）即讲述的是发生在此地的越營事件。
- Thomas Blatt （页面存档备份，存于）于1997年出版了书籍From the Ashes of Sobibor，其中讲述了他少年时期被困于索比堡滅絕營以及在1943年逃离滅絕營的一系列经历。
- 克劳德·朗兹曼的电影《浩劫》和《索比堡，1943年10月14日下午4点》讲述了发生在此地的大屠杀和越营事件。